# Pete Buttigieg
Peter Paul Montgomery (Pete) Buttigieg (uitspraak: /ˈbuːtəˌdʒɛdʒ/, boe-te-dzjedzj) (South Bend (Indiana), 19 januari 1982) is een Amerikaans politicus van de Democratische Partij. Van 3 februari 2021 tot 20 januari 2025 was hij minister van Transport in het kabinet-Biden. Voordien was hij burgemeester van zijn geboortestad South Bend van 2012 tot 2020. Hij stelde zichzelf kandidaat voor de Democratische presidentsnominatie en deed mee aan de Democratische presidentiële voorverkiezingen van 2020. Hij trok zich vlak voor Super Tuesday terug.

## Biografie
Pete Buttigieg is de zoon van twee hoogleraren aan de Universiteit van Notre Dame in St. Joseph County (Indiana): de Amerikaans-Maltese literatuurwetenschapper Joseph Anthony Buttigieg (1947-2019) en de in Indiana opgegroeide taalwetenschapper Jennifer Anne Montgomery Buttigieg (1945). De van oorsprong Siciliaans-Arabische naam Buttiġieġ komt uit het Maltees. 

### Vroege jaren
Buttigieg studeerde aan de Harvard-universiteit. In 2004 behaalde hij aldaar magna cum laude zijn BA in geschiedenis en literatuur. Zijn scriptie behandelde de invloed van het puritanisme op de buitenlandse politiek van de VS, zoals gereflecteerd in The Quiet American (De stille Amerikaan) van Graham Greene. Hij behaalde zijn master als Rhodesstudent aan het Pembroke College van de Universiteit van Oxford in 2007.
In 2004 en 2005 werkte Buttigieg in Washington D.C. voor het wijdvertakte bedrijfsadviesbureau The Cohen Group. Hij was betrokken bij de campagne van John Kerry voor de Amerikaanse presidentsverkiezingen 2004. Tussen 2007 en 2010 werkte hij als consultant bij McKinsey & Company.
Na zijn vertrek bij McKinsey meldde hij zich aan bij de reservisten van het Amerikaanse leger. In 2014, toen hij al burgemeester was, werd hij voor een periode van zeven maanden uitgezonden naar de Afghaanse oorlog. Voor zijn dienstvervulling werd hem de Joint Service Commendation Medal toegekend.

### Politieke carrière
In 2010 was Pete Buttigieg de Democratische kandidaat voor de functie van State Treasurer in zijn staat Indiana. Hij verloor deze stemming van Richard Mourdock en vergaarde 37,5% van de stemmen. Het jaar daarop stelde hij zich kandidaat om burgemeester te worden van zijn thuisstad South Bend en wist hij 74% van de stemmen te halen. In januari 2012 werd hij op 29-jarige leeftijd ingezworen.
Door de site GovFresh werd Buttigieg in 2013, samen met Michael Bloomberg, uitgeroepen tot burgemeester van het jaar. Twee jaar later won Buttigieg zijn herverkiezing met 80% van de stemmen.

### Politieke ideeën
Buttigieg omschrijft zichzelf als progressief en een voorstander van democratisch kapitalisme. Hij is voorstander van universele gezondheidszorg met behoud van particuliere verzekeringen, 'Medicare for all who want it', zoals hij het noemt. Ook is hij voorstander van controles voor het aankopen van vuurwapens. Hij wil ook een milieubewust beleid voeren ter bestrijding van vervuiling en klimaatverandering. Buttigieg beschouwt klimaatverandering als een bedreiging voor de nationale veiligheid. Hij ondersteunt de subsidiëring van zonnepanelen en het Akkoord van Parijs. Nadat president Donald Trump de Verenigde Staten uit het akkoord had teruggetrokken, was Buttigieg een van de vele burgemeesters in de VS die de Mayors National Climate Action Agenda ondertekenden. Hij beloofde dat zijn stad zich aan de overeenkomst zou blijven houden.
Buttigieg is een voorstander van de Equality Act, een wetsvoorstel dat federale non-discriminatiebescherming uitbreidt tot LGBT-mensen. Hij verzette zich tegen het verbod van de regering-Trump op transgenderpersoneel in het leger. Buttigieg is voorstander van het DACA-programma (Deferred Action for Childhood Arrivals) en van de federale wetgeving die een weg naar burgerschap zou creëren voor jongeren die illegaal als kinderen het land waren binnengekomen. Hij ondersteunt abortusrechten.

### Presidentskandidaat

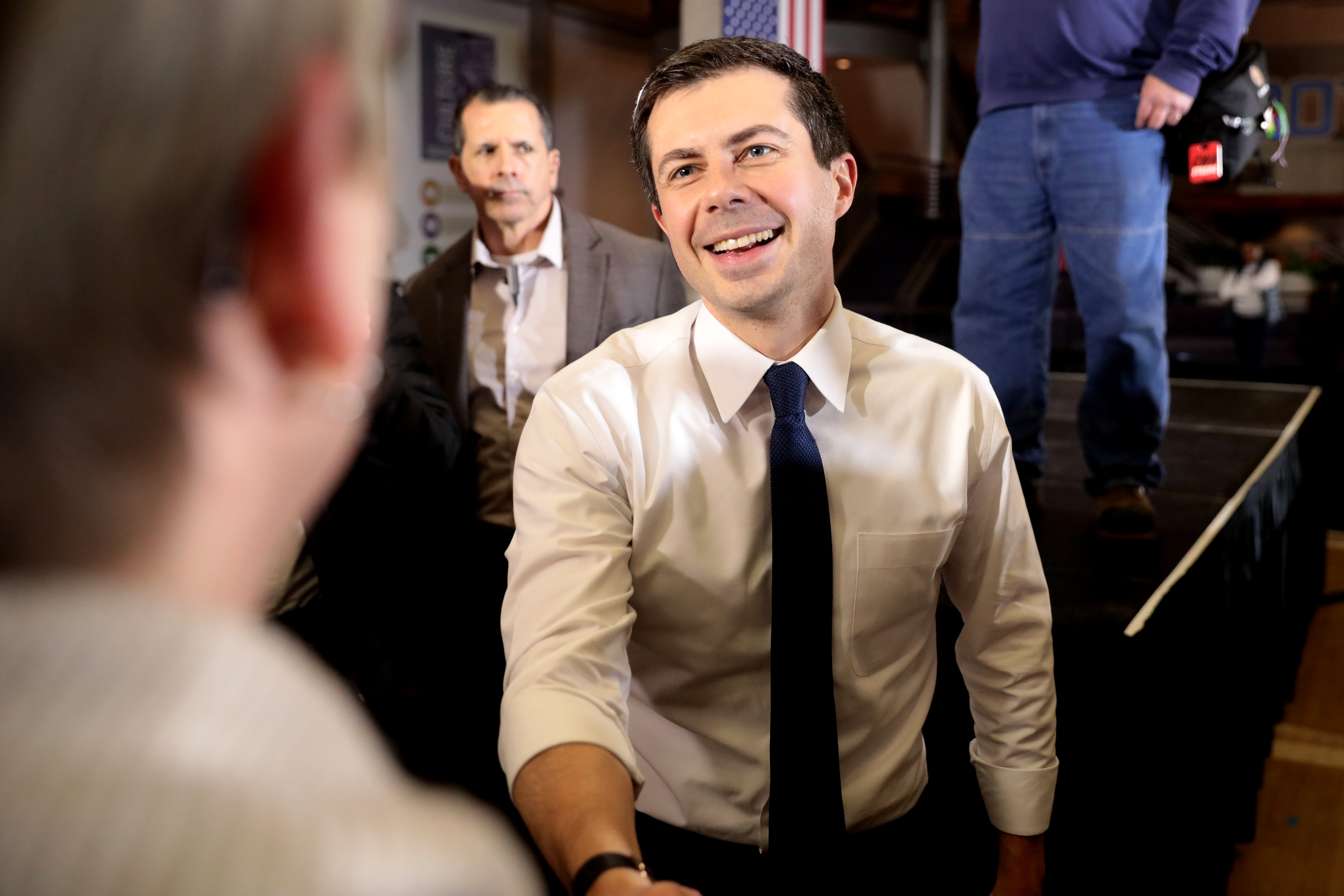
Presidentskandidaat Buttigieg op campagne in 2020

Op 23 januari 2019 kondigde Buttigieg aan dat hij in de race stapte om president van Amerika te worden voor de presidentsverkiezingen van 2020. Zijn campagne voerde hij met drie grote punten: vrijheid, democratie en veiligheid.
Nadat hij bij de eerste voorverkiezingen in enkele staten succes had behaald, vielen zijn resultaten al snel tegen. Daarom kondigde hij op 1 maart 2020, twee dagen voor Super Tuesday, aan dat hij zich terugtrok met de woorden "we moeten inzien dat het niet gaat lukken […]. Het beste om onze doelen en idealen te verwezenlijken is daarom aan de kant stappen". Hij riep zijn aanhangers op de kandidatuur van Joe Biden te steunen.

### Ministerschap
President-elect Joe Biden gaf in december 2020 te kennen dat hij Buttigieg, die hij als "een patriot en een probleemoplosser" omschreef, wilde voordragen als zijn minister van Transport. Nadat het presidentschap van Joe Biden was ingegaan werd Buttigiegs benoeming op 2 februari 2021 door de senaat goedgekeurd met 86 stemmen voor en dertien tegen. Een dag later werd hij als minister beëdigd door vicepresident Kamala Harris.

### Persoonlijk leven
Buttigieg is opgegroeid als rooms-katholiek, maar voelde zich tijdens zijn studie in Oxford aangetrokken tot de Anglicaanse Kerk. Na zijn terugkeer naar de VS werd hij lid van de Amerikaanse Episcopaalse Kerk, die tot de Anglicaanse Gemeenschap behoort.
Pete Buttigieg is een polyglot die zich verstaanbaar kan maken in het Engels, Noors, Spaans, Arabisch, Italiaans, Maltees, Dari en Frans.
Buttigiegs coming-out als homoseksueel vond plaats in een artikel dat hij schreef in de South Bend Tribune in 2015, tijdens zijn tweede termijn als burgemeester. In 2019 zette hij in O, The Oprah Magazine uiteen hoe zijn identiteit en zijn toenmalige presidentiële ambities met elkaar verbonden waren.
Op 16 juni 2018 trouwde Buttigieg met de highschool-leraar Chasten Glezman in de Cathedral of St. James in South Bend. In augustus 2021 werden Pete Buttigieg en Chasten Glezman vaders van een tweeling.

## Publicaties
Buttigiegs politieke idealen en ambities en zijn persoonlijke geschiedenis vinden hun neerslag in diverse publicaties. Hij bracht in 2019 zijn eerste boek uit, Shortest Way Home. Het beschrijft het leven van Buttigieg en zijn pad om burgemeester te worden van zijn geboorteplaats South Bend, die de weg omhoog zocht na een economische neergang die in zijn visie exemplarisch was voor de Verenigde Staten in de late 20e eeuw. Een volgend boek Trust werd aangekondigd voor verschijning in oktober 2020. Buttigiegs echtgenoot Chasten Glezman Buttigieg publiceerde in 2020 het autobiografische I Have Something to Tell You.